# شبیه‌ساز پرواز مایکروسافت

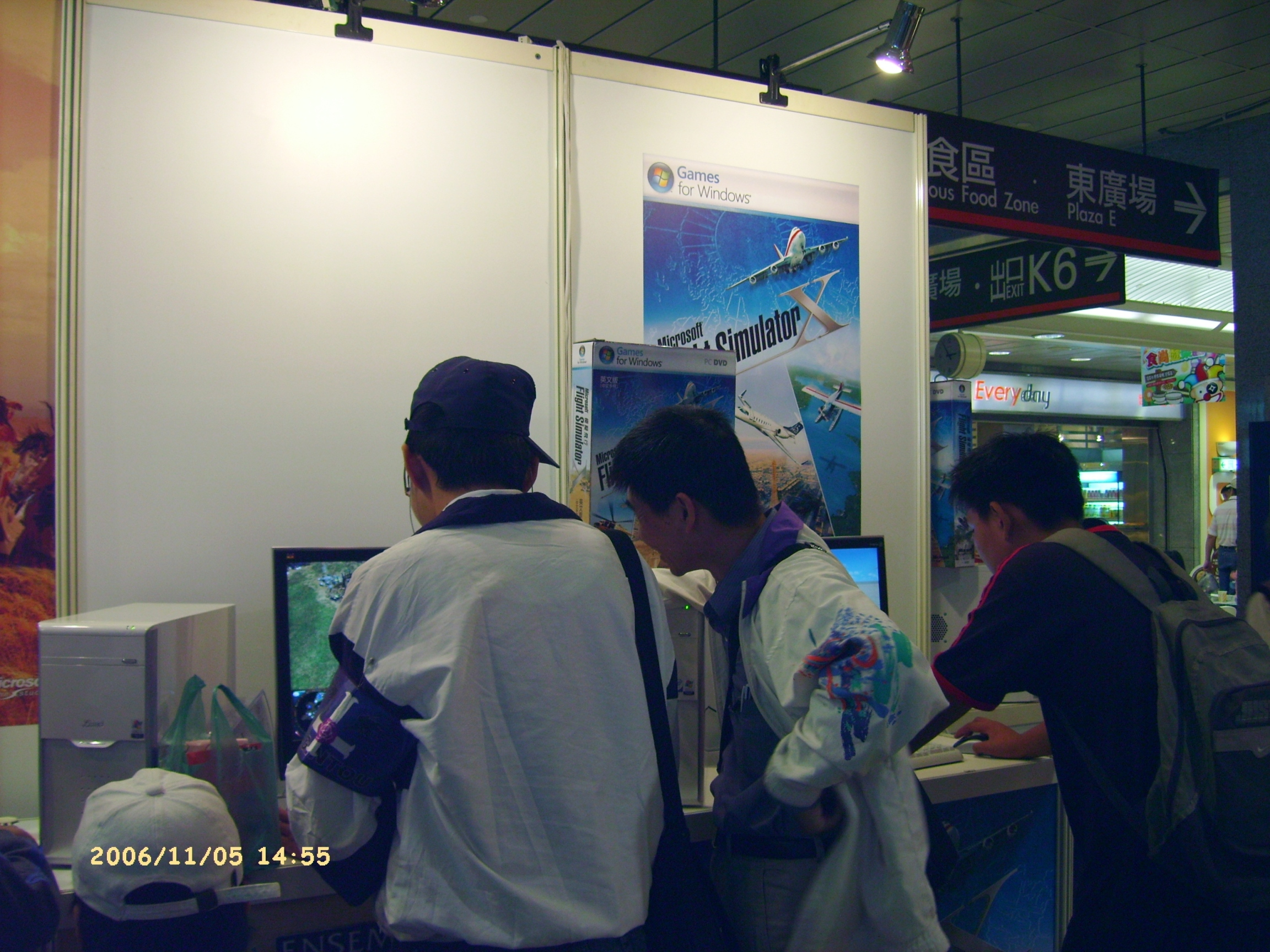
شبیه ساز پرواز

شبیه ساز پرواز مایکروسافت (به انگلیسی: Microsoft Flight Simulator) یکی از برنامه‌های شبیه ساز پرواز است که برای سیستم‌عامل ویندوز تولید شده‌است و معمولاً آن را از بازی‌های کامپیوتری به‌شمار می‌آورند. این برنامه یکی از باسابقه‌ترین، شناخته شده‌ترین و کاملترین شبیه سازهای پرواز برای استفاده خانگی است.

## تاریخچه
هرچند ایدهٔ ساخت این برنامه به سال ۱۹۷۶ میلادی بازمیگردد و نسخه‌های اولیه‌ای از آن در سالهای ۱۹۷۷ تا ۱۹۸۰ تولید شده ولی اولین نسخه رسمی آن به عنوان محصولی از شرکت مایکروسافت با سازگاری با کامپیوترهای آی بی ام و استفاده از گرافیک CGA در سال ۱۹۸۲ میلادی با نام FS 1 به بازار ارائه شد.

### تاریخچهٔ نسخه‌های ارائه شده توسط شرکت مایکروسافت
- ۱۹۸۲ – Flight Simulator 1.0 (قدیمی‌ترین نسخه و شروع پروژه)
- ۱۹۸۳ – Flight Simulator 2.0
- ۱۹۸۸ – Flight Simulator 3.0
- ۱۹۸۹ – Flight Simulator 4.0
- ۱۹۹۳ – Flight Simulator 5.0
- ۱۹۹۵ – Flight Simulator 5.1
- ۱۹۹۶ – Flight Simulator 95
- ۱۹۹۷ – Flight Simulator 98
- ۱۹۹۹ – Flight Simulator 2000
- ۲۰۰۱ – Flight Simulator 2002
- ۲۰۰۳ - Flight Simulator 2004: A Century of Flight
- 2008 – Flight Simulator X
- ۲۰۱۲ – Microsoft Flight

Microsoft Flight_۲۰۲۰
(جدیدترین نسخه)

## ادامه پروژه
در ۲۲ ژانویه سال ۲۰۰۹ میلادی انتشار خبری در سایت رسمی شرکت ACES و پس از آن انتشار آن خبر در ۲۶ همان ماه در سایت FSInsider (اف اس اینسایدر) طرفداران این برنامه را غافلگیر کرد، خلاصهٔ پیام منتشر شده بدین شرح بود: تاکنون بسیاری از شما شنیده اید که مایکروسافت Aces Studio (ای سی ای اس استودیو) را تعطیل کرده‌است، شرکتی که وظیفهٔ ساخت فلایت سیمیولیتور را بر عهده داشت. این به دلیل کیفیت محصولات ارائه شده توسط Aces، میزان فروش بازی یا کیفیت کارد Aces نمی‌باشد. این تصمیم مشکل به این دلیل گرفته شد که منابع مایکروسافت با اولویت‌های استراتژیکی ما تطبیق داده شود.
البته سری جدید این بازی با نام "Microsoft Flight" با پیشرفت‌های چشمگیر در گرافیک بازی، قرار است در سال ۲۰۲۱ ارائه شود 